# Boris Popović
Boris Popović, né le 26 février 2000 à Tours en France, est un footballeur serbe qui joue au poste de défenseur central au FC Arouca, en prêt du Cercle de Bruges.

## Biographie

### En club

#### Formation à Monaco
Né à Tours, Boris Popović est rapidement repéré par le club phare de la ville, à savoir le Tours FC. Il fera toutes les classes jeunes là-bas. En 2017, il signe à l'AS Monaco pour terminer sa formation.

#### Découverte du monde professionnel à Bruges
N'arrivant pas à intégrer le groupe professionnel, il signe 20 juillet 2021 au Cercle Bruges. Le 27 juillet 2021, il joue son premier match professionnel face au Beerschot V.A lors de la première journée de Jupiler Pro League. Il marque son premier but professionnel le 21 août 2021 face au RFC Seraing.